# Micpe Hilla
Micpe Hilla (hebr. מצפה הילה) – wieś komunalna położona w Samorządzie Regionu Ma’ale Josef, w Dystrykcie Północnym, w Izraelu.

## Położenie
Micpe Hilla jest położona na wysokości 495 metrów n.p.m. w północnej części Górnej Galilei. Leży na zachodnich zboczach wzgórza Har Ziv (569 m n.p.m.). Na północ od niego przebiega głębokie wadi strumienia Keziw, nad którym wznoszą się ruiny zamku Montfort. Po stronie zachodniej wioski przebiega wadi strumienia Bartut, a na południowym zachodzie są źródła strumieni Sza’al i Nachat. Wszystkie strumienie spływają w kierunku zachodnim do wzgórz Zachodniej Galilei, i dalej na równinę przybrzeżną Izraela. Okoliczne wzgórza są zalesione. W otoczeniu wsi Micpe Hilla znajdują się miejscowości Mi’ilja i Fassuta, kibuce Gaton i Elon, moszawy En Ja’akow, Manot, Awdon, Ja’ara, Goren, Szomera i Ewen Menachem, oraz wsie komunalne Newe Ziw, Gornot ha-Galil i Abbirim.

### Podział administracyjny
Micpe Hilla jest położona w Samorządzie Regionu Ma’ale Josef, w Poddystrykcie Akka, w Dystrykcie Północnym Izraela.

## Demografia
Stałymi mieszkańcami wsi są wyłącznie Żydzi. Tutejsza populacja jest świecka:

Źródło danych: Central Bureau of Statistics.

## Historia

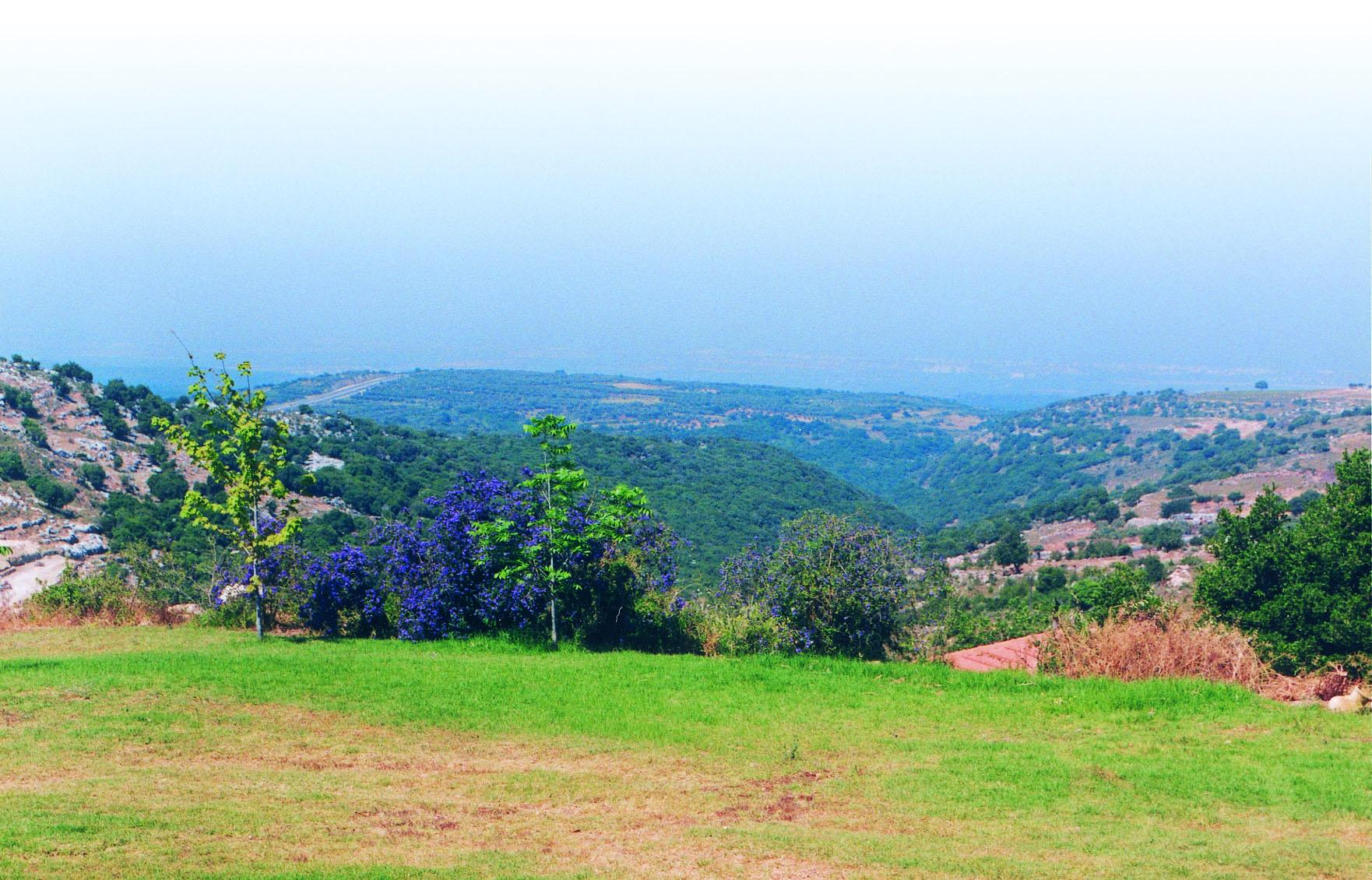
Widok Z wsi Micpe Hilla

Wieś została założona 19 maja 1980 roku w ramach rządowego projektu ha-Micpim be-Galil (hebr. המצפים בגליל; pol. Morze Perspektyw Galilei), który zakładał tworzenie nowych osiedli w Galilei, aby w ten sposób poprawić pozycję demograficzną społeczności żydowskiej na północy kraju. Zamieszkali w niej mieszkańcy okolicznych osad rolniczych. W latach 90. XX wieku na wieś kilkakrotnie spadały rakiety wystrzeliwane przez organizację terrorystyczną Hezbollah z terytorium południowego Libanu. Sytuacja powtórzyła się także podczas II wojny libańskiej w 2006 roku.

## Edukacja
Wieś utrzymuje przedszkole. Starsze dzieci są dowożone do szkoły podstawowej w moszawie Me’ona, lub szkoły średniej przy kibucu Kabri.

## Kultura i sport
We wsi znajduje się ośrodek kultury z biblioteką. Z obiektów sportowych boisko do koszykówki.

## Infrastruktura
We wsi jest sklep wielobranżowy, synagoga oraz warsztat mechaniczny.

## Turystyka
Dużą atrakcją turystyczną jest położony w sąsiedztwie rezerwat przyrody strumienia Keziw, a zwłaszcza Park Narodowy Montfort. We wsi jest możliwość wynajęcia noclegów.

## Gospodarka
Większość mieszkańców dojeżdża do pracy w pobliskich strefach przemysłowych. Tylko nieliczni utrzymują się z usług i obsługi ruchu turystycznego.

## Transport
Z wsi wyjeżdża się na południe na lokalną drogę, którą jadąc na zachód dojeżdża się do moszawu Manot, lub na południowy wschód do miejscowości Mi’ilja, gdzie przebiega droga ekspresowa nr 89.

## Osoby związane z moszawem
- Gilad Szalit – izraelski żołnierz porwany w 2006 roku przez palestyńskich terrorystów w Strefie Gazy. Został uwolniony w 2011 roku. Wychował się i mieszka w Micpe Hilla.